# Juana de Castro
Juana de Castro (zm. 21 sierpnia 1374 w Dueñas) – kastylijska szlachcianka, królowa Kastylii i Leónu, druga żona Piotra I.
Data urodzin Juany de Castro jest nieznana. Była ona córką Pedro de Castro, kuzyna króla Alfonsa XI. Jej matką była Izabela Ponce de León.
Juana wyszła za magnata Diego Lópeza de Haro. W 1354 roku, już po śmierci męża, poznała króla Piotra I, który miał się w niej zakochać. Jeszcze tego samego roku, na początku kwietnia, para wzięła ślub. Jako wiano de Castro otrzymała alkazar w Jaén oraz zamki w Dueñas i Castrogeriz.
Małżeństwo trwało bardzo krótko. Podobno już na drugi dzień po ślubie król opuścił swoją nową małżonkę. Mimo tego zaszła ona w ciążę i urodziła syna, Juana, który zmarł w wieku kilku lat.
Juana przez resztę życia tytułowała się królową Kastylii i Leónu. Zmarła 21 sierpnia 1374 roku w Dueñas. Została pochowana w katedrze w Santiago de Compostela.